# Argumentum ad hominem

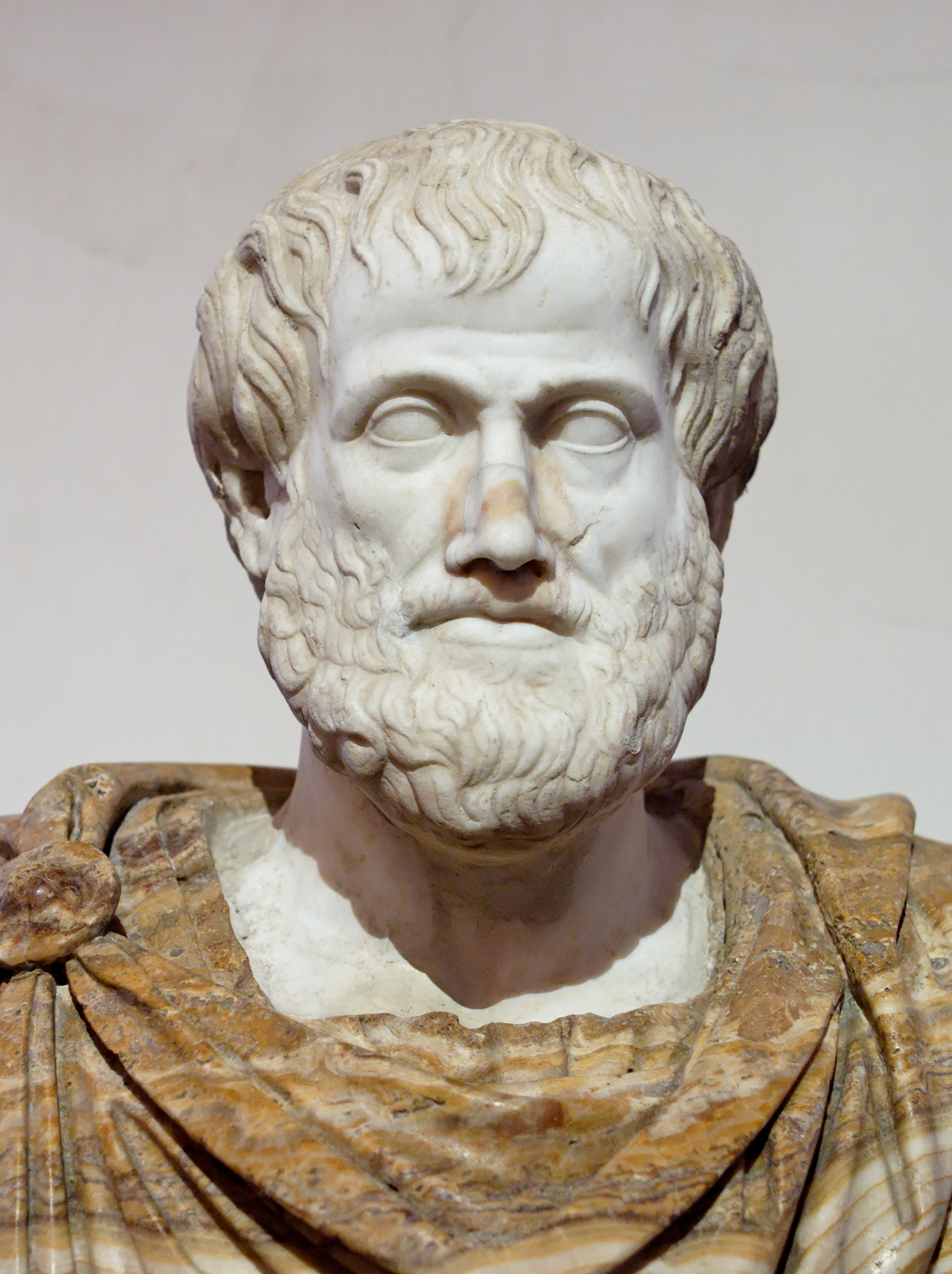
Арістотель (384–322 рр. до н. е.) Був першим філософом, який розмежовував аргументи, що нападають на тезу чи на інших осіб

Argumentum ad hominem (argumentum ad personam) або перехід на особистості (латиною, дослівно: «аргумент спрямований на людину») — одна із неформальних логічних хиб, яка полягає у спробі спростувати аргумент посиланням на характер, мотив або інший атрибут особи, що приводить аргумент, або особи, пов'язаної з аргументом, замість посилання на неспроможність самого аргументу, об'єктивні факти або логічні міркування.
Розрізняють два типи цієї хиби: образливий та ситуативний.

## Образливий перехід на особистості
Цю фразу вживають, коли замість спроби довести неістинність вислову, вдаються до нападок на опонента. Наприклад, якщо твердять, що філософські погляди Френсіса Бекона хибні, оскільки він був усунутий з посади канцлера за нечесність. Або якщо хибність тверджень встановлюється на підставі того, що вони належать комуністам, католикам або «западенцям». Причиною, чому ця хибна аргументація може бути тим не менше переконливою, є психологічний процес переносу. Якщо вдається викликати почуття осуду стосовно особи опонента, воно може переноситися на слова та погляди цієї людини.

## Ситуативний перехід на особистості
Цей підвид ad hominem полягає у прив'язуванні поглядів опонента до обставин, у котрих він перебуває. Тобто, якщо дехто, замість того, щоб намагатися довести істинність свого твердження, намагається переконати свого опонента, що той зобов'язаний із ним погодитися з причини своєї особливої ситуації. Наприклад, якщо опонентом є віруюча особа, то аргументація, що опонент повинен погодитися з певним висновком, бо його заперечення означатиме незгоду зі Святим Письмом, є зразком «ситуативного переходу на особистості».
Іншим класичним прикладом є історія про мисливця, котрий на закид «як йому не соромно позбавляти життя невинних тварин заради свого задоволення» у відповідь запитав свого критика, чому той позбавляє життя невинну худобу, м'ясо котрої він споживає. Мисливець у цьому випадку винен у тому, що вдався до ситуативного argumentum ad hominem, оскільки, замість того щоб довести своє право на полювання, він вказує на те, що його критик не має права засуджувати його у зв'язку з особливими обставинами критика, а саме, що той не є вегетаріанцем.
Аргументація на зразок наведеної вище є некоректною, оскільки вона не має за мету встановлення істинності чи хибності твердження, а прагне досягнути згоди опонента у зв'язку з його особливими обставинами. Це часто вдається, оскільки така аргументація буває дуже переконливою.
Другий спосіб вживання ситуативного ad hominem полягає у запереченні твердження опонента, коли твердять, що висновки, що їх дотримується опонент, продиктовані його спеціальними інтересами, а не раціональними доказами чи фактами. Наприклад, коли твердження виробників машин про корисність високих митних тарифів на імпорт машин відкидаються на підставі того, що вони природно зацікавлені у підтримці цього твердження.

## Зв'язок між ситуативним та образливимad hominem
Ситуативний перехід на особистості може розглядатись як частковий випадок образливого. Справді, використання ситуативного переходу на особистості полягає у вказуванні на розбіжності між поглядами опонента або між його поглядами та вчинками, що може розглядатися як образа. Другий варіант вживання ситуативного ad hominem полягає у звинуваченні опонента в настільки сильній упередженості, що аргументи того є просто раціоналізацією висновків, які диктуються його інтересами, що є очевидно образливим.

## Приклади використання
- опонентові заявляють, що він не розуміється на темі обговорення;
- опонентові висуваються звинувачення і нав'язують провину за недостатність дій, через відсутність яких виникла ситуація, що обговорюється;
- опонента відверто обзивають і принижують фразами на зразок «Щось в тебе з пам'яттю не те», «Щось в тебе з логічним мисленням не те»….тощо

Таку тактику часто використовують на форумах для зведення нанівець конструктивної розмови. Людей, що так діють, зазвичай називають троль.